# Thyrsitoides marleyi
Thyrsitoides marleyi és una espècie de peix pertanyent a la família dels gempílids i l'única del gènere Thyrsitoides.

## Descripció
- Pot arribar a fer 200 cm de llargària màxima (normalment, en fa 100).
- És de color marró fosc amb reflexos lleugerament metàl·lics i, de vegades, una mica més pàl·lid al ventre.
- Les membranes de l'aleta dorsal presenten marques negres.
- 17-19 espines i 16-17 radis tous a l'aleta dorsal i 1 espina i 16-17 radis tous a l'anal.
- 34 vèrtebres.
- La línia lateral, la qual té el seu origen per damunt de l'angle superior de l'obertura branquial, es ramifica per sota de la quarta espina de l'aleta dorsal (o una mica per darrere d'ella): la línia superior corre al llarg de la base de la primera aleta dorsal i acaba per sota del final de la primera aleta dorsal, mentre que la inferior esdevé corbada cap enrere des de la bifurcació.[3][4][5]

## Alimentació
Menja peixos mesopelàgics, calamars i crustacis.

## Hàbitat
És un peix marí i bentopelàgic que viu entre 0-400 m de fondària i entre les latituds 39°N-38°S i 20°E-174°E.

## Distribució geogràfica
Es troba des del mar Roig fins a Sud-àfrica, Nova Caledònia, Tonga i el Japó.

## Observacions
És inofensiu per als humans.